# أول اولسن (عالم)
أول اولسن (بالنرويجية: Ole Olsen) (و. 1850 – 1927 م) هو موزع (موسيقى)، وملحن، وعالم موسيقى نرويجي، ولد في هامرفست، يستخدم آلات مترددة (آلة موسيقية)، وأورغن، توفي في أوسلو، عن عمر يناهز 77 عاماً.

## روابط خارجية
- أول اولسن على موقع ميوزك برينز (الإنجليزية)
- أول اولسن على موقع أول ميوزيك (الإنجليزية)
- أول اولسن على موقع أول ميوزيك (الإنجليزية)
- أول اولسن على موقع ديسكوغز (الإنجليزية)